# Panaji
Panaji este un oraș în India.